# Fuente de Piedra
Fuente de Piedra ist eine Gemeinde (municipio) mit 2.958 Einwohnern (Stand: 2024) in der Provinz Málaga in der Autonomen Region Andalusien im Süden Spaniens.

## Geographie
Die kleine Stadt liegt in einem trockenen Becken inmitten der südspanischen Berge und ist vor allem für die örtliche Laguna de Fuente de Piedra bekannt, die eine der größten Flamingopopulationen Europas beherbergt. Dies wird in der Stadt durch das sommerliche Fest zu Ehren der Flamingos repräsentiert.
Die Gemeinde grenzt an Antequera, Humilladero, Sierra de Yeguas und La Roda de Andalucía.

## Geschichte
Die örtliche Lagune wurde schon in der Römerzeit bekannt und das örtliche Wasser wurde von den Römern nach Italien transportiert. Der heutige Ort wurde im  Jahr 1547 gegründet. Der Name „Fuente la Piedra“ spielt auf die Eigenschaften des örtlichen Wassers an, die das Leid des „Steines“ (Gallenstein) bekämpfen können soll. 1884 wurde der Ort bei einem Erdbeben schwer beschädigt.

## Bevölkerungsentwicklung
| 1842 | 1900  | 1950  | 1980  | 1990  | 2000  | 2010  | 2020  |
| ---- | ----- | ----- | ----- | ----- | ----- | ----- | ----- |
| 526  | 1.271 | 3.045 | 2.083 | 1.931 | 2.076 | 2.653 | 2.785 |

## Sehenswürdigkeiten
- Laguna de Fuente de Piedra